# Rarities (сборник Roxette)
Rarities — альбом шведской поп-рок-группы Roxette, вышедший 17 февраля 1995 года в Японии. Это альбом-компиляция, собранный Пером Гессле, включает в себя песни, выходившие ранее только на синглах (в качестве Би-сайдов).

## Об альбоме
Изначально предполагалось, что диск будет продаваться в юго-восточной Азии в течение 3 месяцев как экстра-промоушн гастрольного тура «Crash! Boom! Bang!», который проходил как раз в той самой части планеты, где предполагалось продавать альбом.
Однако малайский CD в больших количествах был экспортирован в Европу, и альбом чуть позднее был выпущен и в Южной Америке.
«Vulnerable», «Fingertips ’93», «Dressed for Success», «Fireworks» и «Spending My Time» — ремиксы, которые ранее были доступны только на синглах и не были записаны ни на одном из альбомов Roxette.
«The Sweet Hello, the Sad Goodbye», «The Voice» и «One Is Such a Lonely Number» — можно было послушать только на синглах. Они также не входили ни в один из альбомов группы. Песня «The Sweet Hello, the Sad Goodbye» была ранее исполнена Томасом Андерсом в 1991 году и даже стала первым синглом его альбома Whispers.
«Joyride», «The Look», «Dangerous» (все песни с концерта MTV Unplugged) и «Almost Unreal» (demo) были выпущены как Би-сайды на разных синглах. Эти версии песен также не встречались ни на одном из альбомов.

## Список композиций
| №                   | Название                                            | Длительность |
| ------------------- | --------------------------------------------------- | ------------ |
| 1.                  | «Vulnerable» (single version)                       | 4:30         |
| 2.                  | «Fingertips ’93»                                    | 3:42         |
| 3.                  | «Dressed for Success» (Look Sharp! US Mix)          | 4:53         |
| 4.                  | «Joyride» (MTV Unplugged version)                   | 5:35         |
| 5.                  | «The Look» (MTV Unplugged version)                  | 5:11         |
| 6.                  | «Dangerous» (MTV Unplugged version)                 | 3:13         |
| 7.                  | «The Sweet Hello, the Sad Goodbye»                  | 4:49         |
| 8.                  | «The Voice»                                         | 4:27         |
| 9.                  | «Almost Unreal» (demo, February ’93)                | 3:25         |
| 10.                 | «Fireworks» (Jesus Jones remix)                     | 4:10         |
| 11.                 | «Spending My Time» (Electric dance remix)           | 5:27         |
| 12.                 | «One Is Such a Lonely Number» (demo, September ’87) | 3:33         |
| Общая длительность: | Общая длительность:                                 | 53:10        |

## Участники записи
Roxette:
- Мари Фредрикссон — вокал, тамбурин
- Пер Гессле — вокал, акустическая гитара, клавишные, свист и сведение

Аккомпанирующий состав:
- Пелле Альсинг — ударные и тамбурин
- Вики Бенкерт — бэк-вокал
- Андерс Херрлин — бас, акустический бас и сведение
- Юнас Исааксон — электрогитара, акустическая гитара и мандолина
- Кристер Янссон — ударные
- Ялле Лоренссон — гармоника
- Матс МП Перссон — электрогитара, клавишные и сведение
- Пелле Сирен — электрогитара
- Алар Суурна — перкуссия
- Ники Валлин — ударные
- Кларенс Эверман — рояль, клавишные, сведение
- Стефан Эверман — перкуссия, тамбурин, бэк-вокал